# Champion Sound
Champion Sound – pierwszy i jedyny album duetu Jaylib, na który składają się Jay Dee i Madlib. Ukazał się 7 października 2003 nakładem wytwórni Stones Throw Records.

## Lista utworów
Opracowano na podstawie źródła.
| #                                   | Tytuł             | Wykonawca              | Producent | Czas |
| ----------------------------------- | ----------------- | ---------------------- | --------- | ---- |
| 1                                   | "L.A. to Detroit" | Jaylib                 | Jaylib    | 1:19 |
| 2                                   | "McNasty Filth"   | Jay Dee Frank-N-Dank   | Madlib    | 2:55 |
| 3                                   | "Nowadayz"        | Madlib                 | Jay Dee   | 3:08 |
| 4                                   | "Champion Sound"  | Jay Dee                | Madlib    | 2:23 |
| 5                                   | "The Red"         | Madlib                 | Jay Dee   | 3:14 |
| 6                                   | "Heavy"           | Jay Dee                | Madlib    | 3:46 |
| 7                                   | "Raw Shit"        | Madlib Talib Kweli     | Jay Dee   | 3:08 |
| 8                                   | "The Official"    | Jay Dee                | Madlib    | 3:31 |
| 9                                   | "The Heist"       | Madlib                 | Jay Dee   | 3:05 |
| 10                                  | "The Mission"     | Jay Dee                | Madlib    | 2:24 |
| 11                                  | "React"           | Madlib                 | Jay Dee   | 2:45 |
| 12                                  | "Strapped"        | Jay Dee Guilty Simpson | Madlib    | 3:13 |
| 13                                  | "Strip Club"      | Madlib                 | Jay Dee   | 2:50 |
| 14                                  | "The Exclusive"   | Madlib Percee P        | Jay Dee   | 1:23 |
| 15                                  | "Survival Test"   | Jay Dee                | Madlib    | 3:55 |
| 16                                  | "Starz"           | Madlib                 | Jay Dee   | 3:03 |
| 17                                  | "No Games"        | Jay Dee                | Madlib    | 1:37 |
| Dodatkowe utwory (wersja Brytyjska) |                   |                        |           |      |
| 18                                  | "Pillz"           | Madlib                 | Jay Dee   | 2:49 |
| 19                                  | "Raw Addict"      | Madlib                 | Jay Dee   | 3:02 |
| 20                                  | "Ice"             | Jay Dee                | Madlib    | 1:15 |